# Криж Корански
Криж Корански је насељено мјесто у општини Бариловић, у Карловачкој жупанији, Република Хрватска.

## Историја
До територијалне реорганизације у Хрватској насеље се налазило у саставу бивше општине Дуга Реса.

## Становништво
Према попису становништва из 2011. године, насеље Криж Корански је имало 44 становника.